# میناک
میناک، روستایی است از توابع بخش بلده شهرستان نور در استان مازندران ایران.
روستای میناک در البرز مرکزی در میانه جاده‌ای آسفالته شرقی-غربی به طول ۱۱۰ کیلومتر که از چهل کیلومتری آمل در جاده هراز تا پل زنگوله در جاده کندوان کشیده شده‌است قرار دارد. اوزرود یکی از دو سرشاخه اصلی رود هراز از پایین دست و جنوب این روستا می‌گذرد.
که زمستان  سرد و بارانی(همراه با برف) و تابستان گرم و نسبتا مرطوب دارد.

## جمعیت
این روستا در دهستان اوزرود قرار دارد و براساس سرشماری مرکز آمار ایران در سال ۱۳۸۵، جمعیت آن ۵۵ نفر (۲۴خانوار) بوده‌است.